# Pelagodoxa
Pelagodoxa, maleni rod palmi smješten u tribus Pelagodoxeae, dio potporodice Arecoideae..
Postoje dvije vrste, jedna je P. mesocarpa, endem sa  Vanuatua (Banksovi otoci, otok Erromango, i jugozapadna Malakula). Druga je Pelagodoxa henryana sa Markižanskog otočja. Tražene su kao ukrasne biljke.

## Vrste
1. Pelagodoxa henryana Becc.
2. Pelagodoxa mesocarpa Burret